# 1645.
◄ | 16. stoljeće | 17. stoljeće | 18. stoljeće | ►
◄ | 1610-ih | 1620-ih | 1630-ih | 1640-ih | 1650-ih | 1660-ih | 1670-ih | ►
◄◄ | ◄ | 1642. | 1643. | 1644. | 1645. | 1646. | 1647. | 1648. | ► | ►►
Arhitektura • Astronomija • Glazba • Kazalište • Kiparstvo • Knjige • Književnost • Kršćanstvo • Medicina • Politika • Pravo • Promet • Slikarstvo • Znanost
Godina 1645. je godina drugog tisućljeća, sedamnaestog stoljeća i spada u 1640-e.

## Događaji
- Nadbiskup od Canterburyja William Laud je pogubljen zbog veleizdaje u Londonu
- Tridesetogodišnji rat: u bitci kod Jankova švedska vojska pobijedila vojsku Svetog Rimskog Carstva u jednoj od najvećih i najkrvavijih bitaka tog rata
- Engleski građanski rat: sto i pedeset irskih vojnika je uhvaćeno i ubijeno zbog sumnje da su bili sluge kralja Karla I.
- Tridesetogodišnji rat: u bitci u Herbsthausenu bavarska vojska nadmoćno pobijedila francusku
- Engleski građanski rat: Oliver Cromwell postaje general, u bitci kod Nasebyja 15.000 republikanskih vojnika pobjeđuje 12.000 rojalističkih vojnika
- Aleksej Mihajlovič Romanov preuzima prijestolje i postaje ruski car

## Rođenja
- 9. siječnja – sir William Villiers, engleski političar (+ 1712.)
- 16. veljače – John Sharp, nadbiskup od Yorka (+ 1714.)
- 22. veljače – Johann Ambrosius Bach, njemački skladatelj i otac Johanna Sebastiana Bacha (+ 1695.)
- 24. veljače – Franjo I. Rakosi, princ od Transilvanije (+ 1676.)
- 13. lipnja – Giacomo Cantelmo, talijanski kardinal (+ 1702.)
- 28. listopada – Ivan Filip II., njemački plemić (+ 1693.)

## Smrti
- 24. siječnja – Giovanni Branca, talijanski arhitekt i inženjer (* 1571.)
- 31. siječnja – Hans Ulrik Gyldenlǿve, vanbračni sin danskog kralja Kristijana IV. i njegove ljubavnice (* 1615.)
- 24. veljače – Filip VII., grof od Waldecka, engleski plemić (* 1613.)
- 13. srpnja – Mihajlo I., prvi ruski car iz dinastije Romanov (* 1596.)
- 18. kolovoza – Eudoksija Strešneva, ruska carica i žena Mihajla I. (* 1608.)
- 28. kolovoza – Hugo Grotius, nizozemski humanist (* 1583.).

## Vanjske poveznice
|  | Zajednički poslužitelj ima još gradiva o temi 1645. |